# Лаак, Александер
Александер (Александр) Лаак (эст. Aleksander Laak, 24 августа 1907, Пёйде, Сааремаа, Эстония — 6 сентября 1960, Виннипег, Канада) — эстонский коллаборационист, комендант концентрационного лагеря Ягала во время немецкой оккупации Эстонии в период Второй мировой войны.

## Деятельность во время оккупации
В 1941 году после воссоздания организации Омакайтсе стал начальником штаба оперативного отдела этой военизированной организации. В 1942 году стал начальником концлагеря Ягала и несёт ответственность за гибель тысяч заключенных — в основном евреев и советских военнопленных — убитых в самом лагере и урочище Калеви-Лийва. После ликвидации лагеря Лаак 20 августа 1943 года был назначен начальником Центральной (Батарейной) тюрьмы в Таллине и оставался в этой должности до конца немецкой оккупации Эстонии.

## Эмиграция и смерть
Эмигрировал в Канаду после Второй мировой войны в 1948 году.
В 1960 году был разоблачён как один из нацистских военных преступников. 6 сентября 1960 года в возрасте 53 лет в ожидании начала судебного процесса покончил жизнь самоубийством, повесившись в гараже своего дома.
Существует также версия об убийстве его группой еврейских мстителей. В 1991 году Королевская канадская конная полиция возобновила расследование смерти Лаака.